# Corbier
Corbier era una comuna francesa que estaba situada en el departamento de Corrèze, de la región de Nueva Aquitania, que entre 1790 y 1794 se fusionó con la comuna de Saint-Pardoux-L'Enfantier, formando la nueva comuna de Saint-Pardoux-Corbier.

## Demografía
No constan datos demográficos de la comuna en el momento de su fusión.